# 喜連川藩
喜連川藩（日语：／ Kitsuregawa-han */?）是位於日本下野國鹽谷郡喜連川（現栃木縣櫻市喜連川）的藩，創建於文祿2年（1593年）6月或文祿3年（1594年），明治3年7月17日（1870年8月13日）廢藩。藩高峰期的石高是5,000石，實高根據《舊高舊領取調帳》是7,753石左右，鹽谷郡佔約6,518石，芳賀郡則是約1,234石，《藩制一覧》則記載為10,209石左右，藩廳是喜連川陣屋，藩校是弘化2年7月9日（1845年8月11日）創立的翰林館，人口是683戶3,602人。
喜連川氏由於繼承自古河公方家，因此在幕藩體制中地位特殊。雖然沒有位階和官位，但是憑其家格，獲免去參勤交代的義務，也可以自由選擇定府還是居於領地之內，同時免去諸役，也無須負責日光街道宿場的助鄉，因此有「天下之客位」、「無位之天臣」、「喜連川公方」和「五千石國主」等稱號。領主稱呼方面，喜連川藩稱為御所樣，與其他藩的殿樣不同，領主夫人則稱為御台樣。

## 歷史
天正18年12月2日（1590年12月28日），足利國朝奉豐臣秀吉之命迎娶古河公方足利義氏之女足利氏姬，獲下賜古河約300石和喜連川約3,000石。文祿2年2月1日（1593年3月3日），國朝死去，其弟喜連川賴氏在同年6月迎娶氏姬，古河領300石由喜連川義親繼承，翌年賴氏上洛謁見秀吉，並且獲准繼承國朝的遺領。慶長6年（1601年），賴氏獲德川家康加增陸奧國高貫鄉1,000石，並且獲免去諸役，高貫鄉在元和8年（1622年）換地至下野國芳賀郡高根澤村（現栃木縣鹽谷郡高根澤町）和七井村（現栃木縣芳賀郡益子町七井）。
寬永7年6月13日（1630年7月22日），喜連川尊信繼位，從古河鴻之巢（現茨城縣古河市鴻巢）移居至喜連川。正保4年（1647年），喜連川騷動爆發，最終導致尊信在慶安元年12月22日（1649年2月3日）隱居，由喜連川昭氏繼位。
正德4年正月19日（1714年3月5日），昭氏的養子喜連川氏春（宮原義辰次子）繼位。寶曆12年2月23日（1762年3月18日），喜連川氏連養子喜連川惠氏（伊予大洲藩主加藤泰衑三子）繼位。寬政元年（1789年），喜連川藩獲加增500石。嘉永3年（1850年），喜連川熙氏收肥後熊本藩主細川齊護五子良之助為養子，不過良之助在嘉永5年（1852年）2月便逃回熊本。文久元年11月10日（1861年12月11日），熙氏死去，其養子喜連川宜氏（齊護的再從弟）在同年12月繼位。翌年5月3日（1862年5月31日），宜氏死去，其後在同年6月28日（7月24日）由喜連川繩氏（常陸水戶藩主德川慶篤之弟）繼位。
戊辰戰爭爆發後，繩氏雖然是江戶幕府將軍德川慶喜之弟，但是以下野國大名來說，在比較初期已經決意勤王，有份參與宇都宮城之戰。慶應4年閏4月13日（1868年6月3日），喜連川藩與黑羽藩、大田原藩等奉命掃蕩從上總國逃至下野國的幕府殘黨。同年6月18日（8月6日），喜連川藩前家老二階堂貞則向官軍讒謗喜連川藩與會津藩串通，促使官軍在7月10日（8月27日）宣佈討伐喜連川藩。翌日，喜連川藩派人前往辯解，官軍便讓二階堂父子與喜連川藩的使者當面對質，最終二階堂父子被處死。其後，喜連川藩與烏山藩一同被派至白河口。同年8月15日（9月30日），喜連川藩奉多久茂族之命在佐賀藩麾下效力，並且參與攻打會津城。明治元年10月13日（1868年11月26日），喜連川藩負責護送會津藩前藩主松平容保及其子前往江戶。同年12月，繩氏復姓足利氏，翌年5月5日（1869年6月14日）隱居，由養子足利聰氏（宮原義路養弟）繼位。同年6月2日（7月10日），喜連川藩由於在戊辰戰爭有功，獲下賜150兩。明治3年7月17日（1870年8月13日），喜連川藩表示希望奉還領地獲准，自此廢藩。

## 歷任藩主
| 大名家   | 家格      | 藩主                  | 石高    | 藩領                                             |
| -------- | --------- | --------------------- | ------- | ------------------------------------------------ |
| 喜連川家 | 外樣 無城 | 喜連川賴氏            | 4,500石 | 下野國鹽谷郡 陸奧國白川郡 ↓ 下野國鹽谷郡和芳賀郡 |
| 喜連川家 | 外樣 無城 | 喜連川尊信            | 4,500石 | 下野國鹽谷郡和芳賀郡                             |
| 喜連川家 | 外樣 無城 | 喜連川昭氏            | 4,500石 | 下野國鹽谷郡和芳賀郡                             |
| 喜連川家 | 外樣 無城 | 喜連川氏春            | 4,500石 | 下野國鹽谷郡和芳賀郡                             |
| 喜連川家 | 外樣 無城 | 喜連川茂氏            | 4,500石 | 下野國鹽谷郡和芳賀郡                             |
| 喜連川家 | 外樣 無城 | 喜連川氏連            | 4,500石 | 下野國鹽谷郡和芳賀郡                             |
| 喜連川家 | 外樣 無城 | 喜連川惠氏            | 4,500石 | 下野國鹽谷郡和芳賀郡                             |
| 喜連川家 | 外樣 無城 | 喜連川彭氏            | 5,000石 | 下野國鹽谷郡和芳賀郡                             |
| 喜連川家 | 外樣 無城 | 喜連川熙氏            | 5,000石 | 下野國鹽谷郡和芳賀郡                             |
| 喜連川家 | 外樣 無城 | 喜連川宜氏            | 5,000石 | 下野國鹽谷郡和芳賀郡                             |
| 喜連川家 | 外樣 無城 | 喜連川繩氏 ↓ 足利繩氏 | 5,000石 | 下野國鹽谷郡和芳賀郡                             |
| 喜連川家 | 外樣 無城 | 足利聰氏              | 5,000石 | 下野國鹽谷郡和芳賀郡                             |

## 江戶藩邸

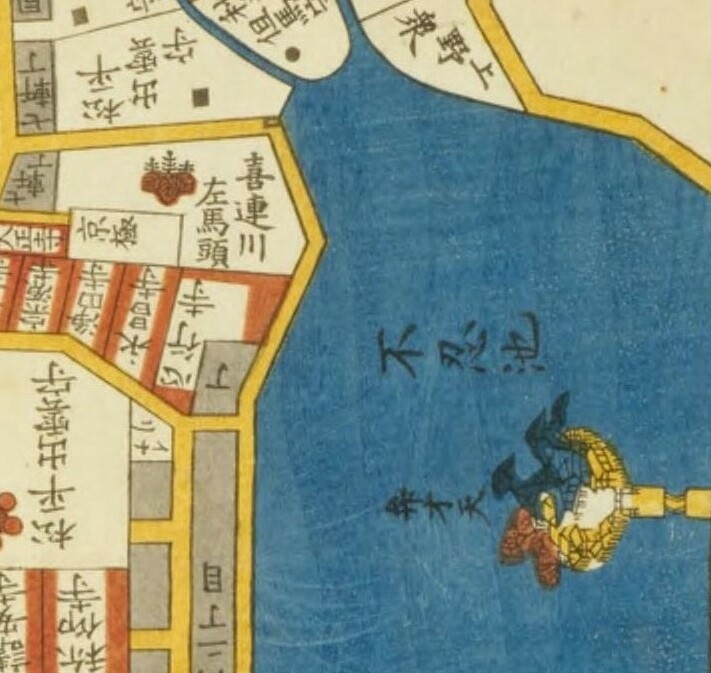
上屋敷
圖中「喜連川左馬頭」處

喜連川藩的江戶藩邸為上屋敷，始於元祿16年（1703年），位於距離大手29町（約3.16公里）的下谷池之端（現東京都台東區池之端2丁目1-35）。

## 藩領
根據《舊高舊領取調帳》記載，喜連川藩領如下，基於相給也有可能同時是皇室領、公家領、幕府領、其他藩領、旗本領或寺社領。
| 令制國 | 郡     | 數目    | 藩領 |
| ------ | ------ | ------- | --- |
| 下野國 | 都賀郡 | 13村    | 嘉右衛門新田、岡村、木村、平川村、佐目村、下南摩村、花岡村、上石川村、野澤村、鹽山村、大和田村、中泉村、小林村                       |
| 下野國 | 芳賀郡 | 2村     | 七井村、下高根澤村 |
| 下野國 | 鹽谷郡 | 1宿14村 | 平三郎村、葛城村、文狹村、伏久村、鍛冶澤村、喜連川宿、早乙女村、小入村、松島村、東乙畑村、西乙畑村、大槻村、石關村、越畑村、山苗代村 |

### 註解
1. ↑  雖然是無席，但是在賴氏和尊信到訪江戶城時是大廊下，昭氏和氏春時是大廣間，茂氏時則是柳間[1]。
2. ↑  通常石高至少達10,000石或以上才算是大名[2]，反之則是旗本[3]。不過，由於喜連川家的特殊地位，因此一般視為相當於十萬石，《日本大百科全書》主張是相當於高家（日语：高家 (江戸時代)）十萬石[4]，《國史大辭典》指是相當於十萬石交代寄合[5]，《角川日本地名大辭典》則稱是相當於十萬石的大名[6]。
3. ↑  儘管如此，每年12月仍然以祝賀新年的形式到訪江戶[1]。